# Краснослободський район
Краснослобо́дський район (рос. Краснослободский район, мокш. Ошень аймак, ерз. Якстерекуро буе) — муніципальний район у складі Республіки Мордовія Російської Федерації.
Адміністративний центр — місто Краснослободськ.

## Населення
Населення району становить 22756 осіб (2019, 26406 у 2010, 28703 у 2002).

## Адміністративно-територіальний поділ
На території району 1 міське поселення та 14 сільських поселень:
| Поселення                                | Площа, км² | Населення, осіб (2002) | Населення, осіб (2010) | Населення, осіб (2019) | Центр               | Населені пункти |
| ---------------------------------------- | ---------- | ---------------------- | ---------------------- | ---------------------- | ------------------- | --------------- |
| Краснослободське міське поселення        | 10,48      | 10843                  | 10151                  | 9305                   | Краснослободськ     | 1               |
| Гуменське сільське поселення             | 148,04     | 2045                   | 1825                   | 1497                   | Гумни               | 5               |
| Єфаєвське сільське поселення             | 73,03      | 1127                   | 930                    | 676                    | Єфаєво              | 4               |
| Колопінське сільське поселення           | 146,59     | 936                    | 821                    | 569                    | Колопіно            | 7               |
| Краснопідгорне сільське поселення        | 144,03     | 2324                   | 2048                   | 1659                   | Красна Підгора      | 11              |
| Куликовське сільське поселення           | 47,51      | 634                    | 636                    | 505                    | Куликово            | 4               |
| Мордовсько-Паркинське сільське поселення | 51,84      | 610                    | 581                    | 458                    | Мордовські Парки    | 3               |
| Новокарьгинське сільське поселення       | 80,35      | 1254                   | 1172                   | 904                    | Нова Карьга         | 3               |
| Селищинське сільське поселення           | 69,75      | 730                    | 669                    | 577                    | Селищі              | 3               |
| Сівінське сільське поселення             | 57,79      | 632                    | 529                    | 438                    | Сівінь              | 2               |
| Слободсько-Дубровське сільське поселення | 51,14      | 562                    | 505                    | 407                    | Слободські Дубровки | 1               |
| Старогоряшинське сільське поселення      | 53,16      | 1283                   | 1391                   | 1266                   | Старі Горяші        | 5               |
| Старозубарьовське сільське поселення     | 92,45      | 3339                   | 3147                   | 2967                   | Старе Зубарьово     | 7               |
| Старорябкинське сільське поселення       | 59,48      | 747                    | 662                    | 558                    | Стара Рябка         | 5               |
| Старосіндровське сільське поселення      | 296,64     | 1637                   | 1339                   | 970                    | Старе Сіндрово      | 13              |

- 27 листопада 2008 року було ліквідоване Зайцевське сільське поселення, його територія увійшла до складу Єфаєвського сільського поселення; ліквідовано Каймарське сільське поселення, його територія увійшла до складу Старосіндровського сільського поселення; ліквідовані Новосіндровське сільське поселення та Староавгурське сільське поселення, їхні території увійшли до складу Колопінського сільського поселення; ліквідовано Новозубарьовське сільське поселення, його територія увійшла до складу Старорябинського сільського поселення[4].
- 18 жовтня 2010 року було ліквідоване Довговеряське сільське поселення, його територія увійшла до складу Старосіндровського сільського поселення[5].
- 24 квітня 2019 року було ліквідовано Шаверське сільське поселення, його територія увійшла до складу Гуменського сільського поселення; було ліквідовано Чукальське сільське поселення, його територія увійшла до складу Краснопідгорного сільського поселення[6].

## Найбільші населені пункти
Найбільші населені пункти з чисельністю населення понад 1000 осіб:
| № | Населений пункт | Населення, осіб (2002) | Населення, осіб (2010) |
| - | --------------- | ---------------------- | ---------------------- |
| 1 | Краснослободськ | 10 843                 | 10 151                 |
| 2 | Нова Карьга     | 1 122                  | 1 074                  |
| 3 | Старе Сіндрово  | 1 179                  | 1 066                  |